# بطولة الأمم الخمس 1923
بطولة الأمم الخمس 1923 (بالإنجليزية: 1923 Five Nations Championship)‏ هو الموسم 36 من بطولة الأمم الخمس. كان عدد الأندية المشاركة فيه 5، وفاز فيه منتخب إنجلترا الوطني لاتحاد الرغبي.